# نسكافيه
نسكافيه هي ماركة قهوة من صنع شركة نستله. يأتي في العديد من الأشكال المختلفة. الاسم عبارة عن حاملة لكلمات نستله ومقهى. قدمت نستله علامتها التجارية الرائدة للقهوة لأول مرة في سويسرا في 1 أبريل 1938.

## تاريخ
بدأت نستله في تطوير علامة تجارية للقهوة في عام 1930، بمبادرة من الحكومة البرازيلية، للمساعدة في الحفاظ على الفائض الكبير من محصول البن البرازيلي السنوي. قاد ماكس مورغنثالر مشروع التطوير. قدمت شركة نستله المنتج الجديد تحت الاسم التجاري نسكافيه في 1 أبريل 1938. نسكافيه عبارة عن مسحوق قهوة قابل للذوبان أصبح عنصرًا أساسيًا في أمريكا خلال الحرب العالمية الثانية.
في عام 1965، قدمت نستله علامة تجارية للقهوة المجففة بالتجميد تسمى «نسكافيه جولد» في أوروبا.
في عام 1966، طورت نستله ماركة قهوة مجففة بالتجميد تحت اسم اختيار المذاق.

## التسويق

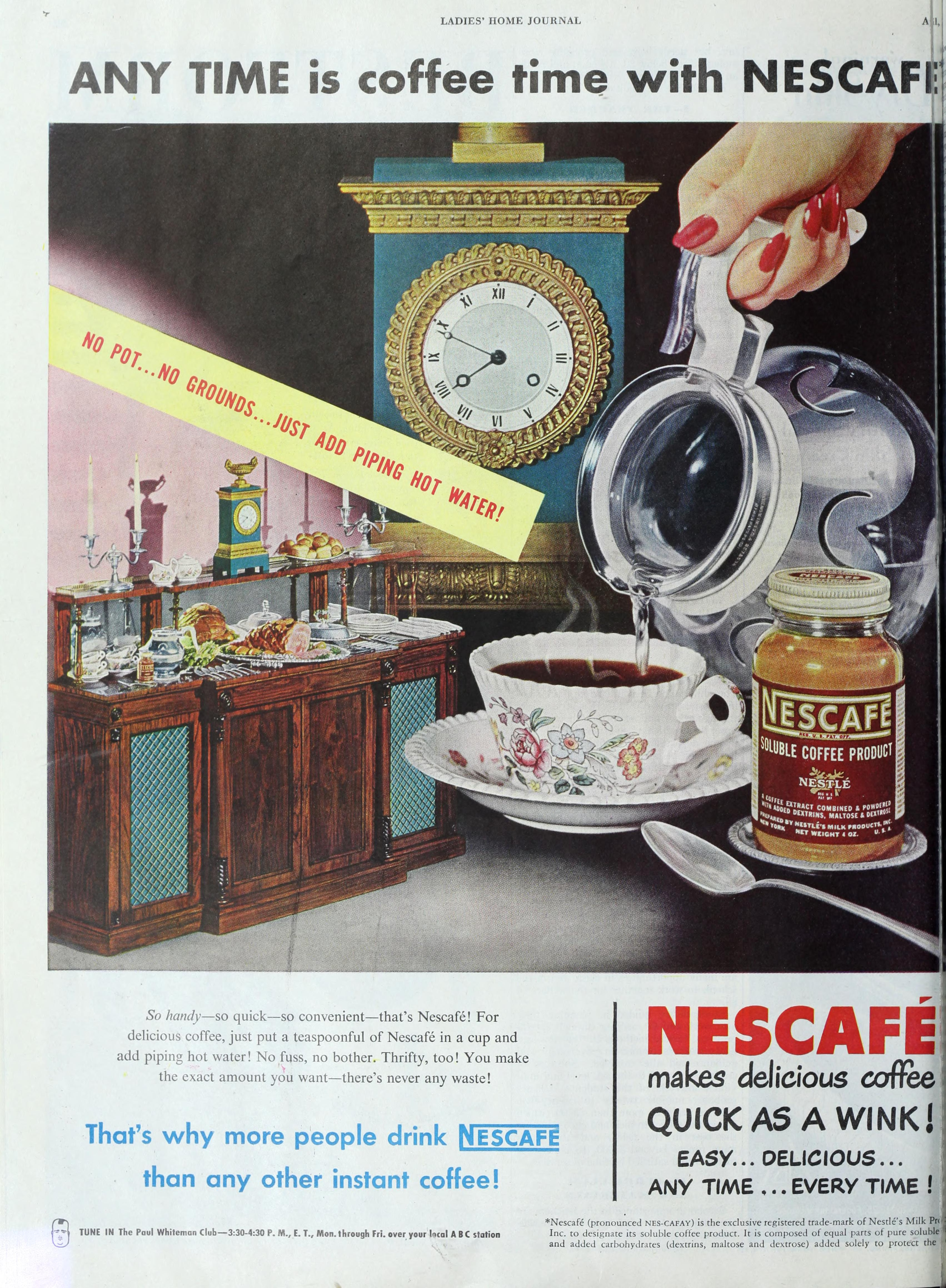
أي وقت هو وقت تناول القهوة مع النسكافيه، 1948

في الولايات المتحدة، استخدمت نستله اسم نسكافيه على منتجاتها حتى أواخر الستينات. في وقت لاحق، قدمت نستله علامة تجارية جديدة في كندا والولايات المتحدة تسمى اختيار المذاق، والتي حلت محل نسكافيه لعدة سنوات[مبهم]. تواصل الشركة بيع اختيار المذاق كمنتج منفصل، يحمل علامة تجارية متفوقة على نسكافيه وبأسعار أعلى.[بحاجة لمصدر]
في المملكة المتحدة، تم عرض حملة إعلانية تلفزيونية لزوجين من مزيج الذهب من بطولة أنتوني هيد وشارون موغان على 12 مقطعًا بين عامي 1987 و1993. تم إصدار أول 11 حلقة كفيديو تجميعي ترويجي يسمى الحب أهم من الذهب في عام 1993. تم إصدار رواية تحمل نفس الاسم كتبها سوزان مودي (تحت الاسم المستعار سوزانا جيمس) في نفس العام. ظهر الملاكم الأسطوري كريس إيوبانك ونجم كرة القدم إيان رايت بشكل منفصل في الإعلانات التلفزيونية في أواخر التسعينيات والعقد الأول من القرن الحادي والعشرين.
في عام 2003، أعادت الشركة تقديم ماركة نسكافيه في كندا والولايات المتحدة، والمنتج معروف الآن باسم اختيار نسكافيه تاستر. يباع في محلات السوبر ماركت في أمريكا الشمالية في عبوات زجاجية وبلاستيكية.
بينما تم إنشاء العلامة التجارية نسكافيه للقهوة القابلة للذوبان، فقد تم استخدامها لاحقًا كعلامة تجارية شاملة في عدد من منتجات القهوة سريعة التحضير، بما في ذلك، في المملكة المتحدة، مزيج الذهب ومزيج 37 قهوة مجففة بالتجميد.
في عام 2006، أطلقت نسكافيه نظام ماكينات القهوة الجديد «دولتشي جوستو» («المذاق الحلو» باللغة الإيطالية). يسمح النظام للمستهلكين بصنع أنواع مختلفة من القهوة بأنفسهم (كابتشينو، لاتيه ماكياتو، إسبرسو، لونغو، إلخ). بالإضافة إلى ذلك، يمكن تحضير الشوكولاتة الساخنة والمشروبات الباردة بالجهاز. تباع الآلات الآن في أكثر من 60 دولة. على عكس منتجات نسكافيه الأخرى، تستخدم معظم مشروبات دولتشي جوستو حبوب البن المحمصة والمطحونة، بدلاً من القهوة سريعة التحضير.
في المملكة المتحدة في أغسطس 2009، كشفت نسكافيه النقاب عن حملة إعلانية بقيمة 43 مليون جنيه إسترليني لنسكافيه، ركزت على نقاء قهوتها وعرضت شعار «القهوة في ألمعها».
تم تصنيف نسكافيه في المرتبة 153 من بين العلامات التجارية الأكثر ثقة في الهند وفقًا لتقرير ثقة العلامة التجارية لعام 2012، وهي دراسة أجرتها استشارات أبحاث الثقة. في تقرير ثقة العلامة التجارية لعام 2013، احتلت نسكافيه المرتبة 230 بين العلامات التجارية الأكثر ثقة في الهند، وبالتالي، وفقًا لتقرير ثقة العلامة التجارية لعام 2014، احتلت نسكافيه المرتبة 209 من بين العلامات التجارية الأكثر ثقة في الهند. صنفت شركة نستله الهند القهوة سريعة التحضير باسم نسكافيه كلاسيك ومزيج 70:30 من القهوة سريعة التحضير والهندباء كشروق الشمس. في أستراليا ونيوزيلندا، تحمل القهوة الأصلية سريعة التحضير العلامة التجارية «مزيج 43»، في الأصل لتمييز المنتج المصنوع محليًا عن النسخة المستوردة.
في باكستان، أطلقت نسكافيه عرضًا موسيقيًا سنويًا يستند إلى نفس موضوع ستوديو كوك، باسم نسكافيه بدروم.

## دعاوى قضائية
في فبراير 2005، ذكرت وكالة أسوشيتيد برس أن شركة نستله خسرت دعوى قضائية وأمرت بدفع 15.6 مليون دولار أمريكي إلى راسل كريستوف لاستخدام صورة له دون إذنه على ملصق اختيار المذاق لمدة خمس سنوات تقريبًا (1998-2003). تم نقض الحكم الذي تبلغ قيمته 15.6 مليون دولار بالكامل في وقت لاحق من قبل محكمة الاستئناف بكاليفورنيا. ي 31 أكتوبر 2007، منحت المحكمة العليا في ولاية كاليفورنيا المراجعة، بأغلبية 6 أصوات مقابل 0. في 17 آب / أغسطس 2009، نقضت المحكمة الحكم (الرأي رقم S155242) وأعادت القضية إلى المحكمة الابتدائية للنظر فيما إذا كانت الحملة الإعلانية تشمل «منشورًا واحدًا»، الأمر الذي كان سيمنع كريستوف من رفع دعوى قضائية لأن قانون التقادم كان سينتهي، أو منشورات متعددة.

## التأثير في العالم
- في عام 1981، تم عمل إعلان إعلاني لقطار، وكان الموضوع الموسيقي «لا كوليجالا» من تأليف رودولفو إيكاردي.
- بسبب الشعبية الهائلة لنسكافيه، خلال الحرب العالمية الثانية، «كان كل إنتاج المصنع الأمريكي مخصصًا للاستخدام العسكري فقط».
- في الإكوادور، تم طلاء طائرة بوينج 737-200 من شركة ايروغال باللون الأحمر للترويج للعلامة التجارية.
- في تشيلي، منذ عام 2009، رعت العلامة التجارية وساعدت في ترميم مسرح تشيلي معروف كان في حالة تدهور، مما جعله أول مسرح نسكافيه في العالم وأطلق عليه اسم مسرح نسكافيه للفنون. في السنوات السابقة، كانت العلامة التجارية ترعى نجومًا مختلفين في القناة 13، مثل إستا نوش فييستا والثلاثاء 13، مسابقة نسكافيه 123 وكانت لبعض الوقت الراعي لحملات مختلفة منتشيلي تيليثون، وعادت كراعٍ للحملة في عام 2011 في المقابل، كان البديل نسكافيه دولكا، هو الراعي أونا فيز ماس دي كانال 13.
- في الفلبين، تم إطلاق إعلان إعلاني في عام 2020 بأحدث أغنية وشعار، «بابانجون تايو، سوسولونج تايو».

نجحت فرقة تأمل الإنجليزية في رفع دعوى قضائية ضد نسكافيه في عام 2003 عندما تم استخدام أغنيتها «شعور جيد» في إعلان تلفزيوني دون إذن، وتبرعت بمبلغ 500.000 جنيه إسترليني لتعويض منظمة أوكسفام.

## وصلات خارجية
- الموقع الرئيسي
- موقع نسكافيه البريطاني